# فوی ونس
فوی ونس (انگلیسی: Foy Vance؛ زادهٔ ۱۹۷۴ (۵۰–۵۱ سال)) خواننده-ترانه‌پرداز و موسیقی‌دان اهل ایرلند شمالی است. وی از سال ۲۰۰۶ میلادی تاکنون مشغول فعالیت بوده‌است.